# Mary Brück
Mary Teresa Brück (de soltera Conway; 29 de mayo de 1925 – 11 de diciembre de 2008) fue una astrónoma, astrofísica e historiadora de la ciencia irlandesa, cuya carrera transcurrió en el Observatorio Dunsink en Dublín y en el Observatorio Real de Edimburgo en Escocia.    

## Primeros años de vida
Mary Teresa Conway nació el 29 de mayo de 1925 en Ballivor, condado de Meath, Irlanda, la mayor de ocho hermanos. Usó la forma irlandesa de su nombre, Máire Treasa Ní Chonmhidhe, mientras asistía a una escuela de monjas, donde mostró talento para las matemáticas, las ciencias y la música,   y en el University College Dublin, donde estudió física. Obtuvo una licenciatura y una maestría en 1945 y 1946, respectivamente.   

## Astrónomo
Mary Conway realizó un posgrado en la Universidad de Edimburgo (Escocia), donde realizó investigaciones en astrofísica solar, que culminaron con la obtención del doctorado en 1950. Su supervisor doctoral fue el científico nacido en Irlanda Mervyn Archdall Ellison, entonces funcionario científico principal en el Observatorio Real de Edimburgo .  Conway regresó a Dublín para trabajar en el Observatorio Dunsink . El observatorio reabrió sus puertas como instituto de investigación en 1947, cuando fue transferido al Instituto de Estudios Avanzados de Dublín, y el astrónomo alemán Hermann Brück (1905-2000) fue nombrado nuevo director.  
Conway y Hermann Brück, viudo y con dos hijos, se casaron en 1951, tras lo cual ella adoptó el nombre de Mary Brück.   Tuvo tres hijos más con él.Hermann Brück fue nombrado Astrónomo Real de Escocia en 1957 y la familia se mudó a Edimburgo. Brück fue nombrado profesor a tiempo parcial en la Universidad de Edimburgo en 1962. Posteriormente se convirtió en profesora de tiempo completo y fue ascendida a profesora titular.  
Mary Brück realizó investigaciones sobre las estrellas, el medio interestelar y las Nubes de Magallanes . Parte de esto utilizó observaciones fotográficas del Telescopio Schmidt del Reino Unido en Siding Spring en Australia .Utilizó los números, brillos y colores de las estrellas de las Nubes de Magallanes para estudiar la estructura y evolución de estas galaxias cercanas.   Publicó ampliamente en Monthly Notices of the Royal Astronomical Society, Publications of the Royal Observatory Edinburgh, Nature and Astronomy and Astrophysics . 
En 2001, recibió la Medalla Lorimer de la Sociedad Astronómica de Edimburgo en reconocimiento a su meritoria labor en la difusión del conocimiento de la Astronomía entre el público en general. En julio de 2017, la Universidad de la Ciudad de Dublín nombró un edificio en honor a la Dra. Mary Brück en reconocimiento a sus contribuciones a la ciencia. El edificio Mary Brück de la Universidad de Edimburgo también recibió su nombre en su honor 

## Historiadora de la ciencia
Mary Brück colaboró con su marido en una biografía del astrónomo real de Escocia del siglo XIX, Charles Piazzi Smyth .  Desarrolló una reputación como historiadora de la ciencia, especializándose en el trabajo de las mujeres en astronomía y en la historia de la astronomía en Escocia e Irlanda. Publicó artículos en varias revistas diferentes, entre ellas el Irish Astronomical Journal, el Quarterly Journal of the Royal Astronomical Society, el Journal of Astronomical History and Heritage y el Antiquarian Astronomer . Formó parte del consejo editorial del Antiquarian Astronomer. 
Mary Brück escribió un libro sobre Agnes Mary Clerke, la destacada astrónoma, autora y comentarista científica irlandesa del siglo XIX, Agnes Mary Clerke and the Rise of Astrophysics .  A esto le siguió Women in Early British and Irish Astronomy: Stars and Satellites, que describía el trabajo de mujeres astrónomas, muchas de las cuales habían sido pasadas por alto anteriormente.  Mary Brück contribuyó con cinco artículos al Diccionario Oxford de biografía nacional y seis a la Enciclopedia biográfica de astrónomos .  
También es autora del libro clásico de Ladybird de 1965, The Night Sky .